# 李若水 (唐朝)
李若水（？—780年），又作李若冰，唐朝宗室。淮南靖王李神通玄孙，淄川郡公李孝同曾孙，左衛將軍李璲之孙，劍州長史李廣業之子，戶部尚書李國貞的弟弟，浙西观察使李錡的叔父。
李若水官至左金吾大将军，兼通事舍人。唐肃宗上元年间，告发同为李神通后裔的太子少傅、宗正卿、郑国公李遵贪赃徇私，唐肃宗让御史中丞敬羽审理。李若水容貌奇伟，在朝三十年，通晓朝廷礼仪制度，宣劳赞导，周旋俯仰，进止可观。唐德宗建中元年八月去世，赠陕州大都督。其子京兆尹李銛。

## 子孙
- 李銛，京兆尹、鄜坊观察使
  - 李师周，栎阳县尉
    - 李氏，嫁窦师亮
- 李銑，殿中丞
- 李氏，嫁韦直